# Gliese 785
Gliese 785 è una stella nana arancione di sequenza principale e magnitudine 5,73, situata nella costellazione del Capricorno. Dista 29 anni luce dal sistema solare. Nel 2010 fu scoperto un pianeta extrasolare orbitante attorno alla stella, Gliese 785 b, a cui fece seguito, nel 2011, la scoperta di un secondo pianeta, HD 192310 c.

## Osservazione

Gliese 785 è la stella più luminosa nell'immagine.

Si tratta di una stella situata nell'emisfero celeste australe; grazie alla sua posizione non fortemente australe, può essere osservata dalla gran parte delle regioni della Terra, sebbene gli osservatori dell'emisfero sud siano più avvantaggiati. Nei pressi dell'Antartide appare circumpolare, mentre resta sempre invisibile solo in prossimità del circolo polare artico. La sua magnitudine pari a 5,7 la pone al limite della visibilità ad occhio nudo, pertanto per essere osservata senza l'ausilio di strumenti occorre un cielo limpido e possibilmente senza Luna.
Il periodo migliore per la sua osservazione nel cielo serale ricade nei mesi compresi fra fine giugno e novembre; nell'emisfero sud è visibile anche per tutta la primavera, grazie alla declinazione boreale della stella, mentre nell'emisfero nord può essere osservata limitatamente durante i mesi della tarda estate boreale.

## Caratteristiche fisiche
La stella è una nana arancione di sequenza principale e classe spettrale K1V, avente una massa del 78% di quella solare, un raggio del 68% e una luminosità del 30% rispetto a quella del Sole. Di dimensioni e tipo spettrale simili a quelle di Epsilon Eridani, al contrario di questa pare essere una stella vecchia e cromosfericamente inattiva. L'età stimata è infatti superiore a quella del Sole, da 7,5 a 8,9 miliardi di anni.
Possiede una magnitudine assoluta di 6,13 e la sua velocità radiale positiva indica che la stella si sta allontanando dal sistema solare.

## Sistema planetario
Nel 2010 fu scoperto un esopianeta orbitante attorno alla stella in 74 giorni e con una massa minima di 16,9 volte la massa terrestre, dunque delle dimensioni circa di Nettuno. Nel 2011, tramite il programma HARPS, fu scoperto un secondo pianeta con massa di ≥24 ± 5 M⊕, a d una distanza media di 1,18 UA e con periodo orbitale di 526 giorni.

### Prospetto sul sistema
| Pianeta | Tipo            | Massa          | Periodo orb. | Sem. maggiore | Eccentricità | Scoperta |
| ------- | --------------- | -------------- | ------------ | ------------- | ------------ | -------- |
| b       | Gigante gassoso | ≥16.9 ± 0.9 M⊕ | 74,72 giorni | 0,32 UA       | 0,13         | 2010     |
| c       | Gigante gassoso | ≥24 ± 5 M⊕     | 525,8 giorni | 1,18 UA       | 0,32         | 2011     |

## Abitabilità
I pianeti sono fuori dalla zona abitabile della stella, Gliese 785 b è troppo all'interno, mentre HD 192310 c è troppo lontano dalla stella per poter avere acqua liquida in superficie. La zona abitabile di Gliese 785 è centrata attorno a 0,66 UA, con il limite più interno posto a 0,44 UA e quello più esterno a 0,88 UA.
Il pianeta più interno si suppone che abbia una temperatura troppo elevata per avere condizioni adatte allo sviluppo della vita, compresa tra i 340 e i 460 K. Il pianeta più esterno invece è solo parzialmente dentro la zona abitabile, considerata l'alta eccentricità orbitale, ed ha una temperatura d'equilibrio media stimata in 178 K (-95 °C; anche un eventuale effetto serra probabilmente sarebbe insufficiente per consentire di aver acqua liquida in superficie.